# Георги Свиленски
Георги Страхилов Свиленски е български инженер и политик от БСП за България, бивш общински съветник, народен представител в XLII, XLIII, XLIV, XLV, XLVI , XLVII , XLVIII и XLIX народно събрание. По специалност е строителен инженер. Бил е два мандата общински съветник и зам.-председател на ПК по транспорт и транспортна инфраструктура в Столичен общински съвет към
Столична община. В XLVII Народно събрание от 15 декември 2021 г. е председател на парламентарната група на „БСП за България“. В XLVIII Народно събрание е зам.-председател на парламентарната група на „БСП за България“ и председател на парламентарната комисия по транспорт и съобщения.

## Биография
Георги Свиленски е роден на 9 октомври 1970 г. в град Велико Търново, Народна република България. Завършил е Университета по архитектура, строителство и геодезия в София.
Негова бивша съпруга е Десислава Радева, от която има син. По-късно тя се омъжва за Румен Радев, който става президент на България.
Два мандата е бил общински съветник от БСП в Столична община.